# Aldo de Nigris
Jesús Aldo de Nigris Guajardo (ur. 22 lipca 1983 w Monterrey) – meksykański piłkarz pochodzenia włoskiego występujący na pozycji napastnika, obecnie trener. Jego bracia również są powszechnie znani w Meksyku – Alfonso de Nigris jest aktorem i modelem, zaś nieżyjący już Antonio de Nigris był piłkarzem.

## Kariera klubowa
De Nigris (posiadający również obywatelstwo włoskie za sprawą wywodzącego z tego kraju dziadka) pochodzi z miasta Monterrey i treningi rozpoczynał w tamtejszym klubie CF Monterrey. Nie potrafił się jednak przebić do seniorskiej drużyny, wobec czego jako siedemnastolatek odszedł do czwartoligowego Club Gavilanes, gdzie z powodzeniem występował przez rok. Jego udane występy w Tercera División (38 goli) zaowocowały przenosinami do występującego na najwyższym szczeblu zespołu Tigres UANL ze swojego rodzinnego miasta. Tam spędził pierwszy rok w rezerwach – Tigrillos Saltillo – a do pierwszego zespołu został włączony jako dziewiętnastolatek przez szkoleniowca Ricardo Ferrettiego i w meksykańskiej Primera División zadebiutował 3 sierpnia 2002 w wygranym 3:1 spotkaniu z Jaguares.
Premierowe gole w najwyższej klasie rozgrywkowej De Nigris strzelił natomiast 9 listopada tego samego roku w wygranej 4:1 konfrontacji z Querétaro, dwukrotnie wpisując się na listę strzelców. W jesiennym sezonie Apertura 2003 zdobył ze swoją drużyną wicemistrzostwo kraju, zaś w 2005 roku triumfował z Tigres w rozgrywkach kwalifikacyjnych do Copa Libertadores – InterLidze. Ostatni z wymienionych sukcesów zanotował również rok później, lecz przez cały swój pięcioletni pobyt w Tigres nie potrafił sobie jednak wywalczyć na stałe miejsca w wyjściowym składzie i pełnił niemal wyłącznie rolę rezerwowego napastnika dla graczy takich jak Jesús Olalde, Kléber Pereira, Andrés Silvera czy Sebastián González.
Latem 2007 De Nigris został wypożyczony do niżej notowanej drużyny Tiburones Rojos de Veracruz, gdzie spędził rok, będąc z kolei podstawowym zawodnikiem formacji ofensywnej, lecz na koniec rozgrywek 2007/2008 spadł z ekipą z portowego miasta do drugiej ligi. Bezpośrednio po tym przeszedł do zespołu Club Necaxa z siedzibą w Aguascalientes, jednak tam przez sześć miesięcy był wyłącznie rezerwowym i ani razu nie wpisał się na listę strzelców, wobec czego w styczniu 2009 powrócił do rodzinnego miasta, na zasadzie rocznego wypożyczenia przenosząc się do CF Monterrey. Tam z miejsca wywalczył sobie miejsce w linii ataku, a eksplozja jego formy nastąpiła jesienią tego roku, kiedy to dołączył do czołówki ligowych strzelców, a w sezonie Apertura 2009 zdobył z ekipą prowadzoną przez Víctora Manuela Vuceticha swój pierwszy tytuł mistrza Meksyku. Za sprawą swoich świetnych występów po upływie czasu wypożyczenia został wykupiony przez władze Monterrey na stałe.
W styczniu 2010 De Nigris po raz trzeci w karierze triumfował w rozgrywkach InterLigi, zaś w sezonie Apertura 2010 wywalczył z Monterrey drugie mistrzostwo Meksyku, tworząc skuteczny duet atakujących z Humberto Suazo. W 2011 roku wygrał natomiast najbardziej prestiżowe rozgrywki północnoamerykańskiego kontynentu – Liga Mistrzów CONCACAF, by kilka miesięcy później wziąć udział w Klubowych Mistrzostwach Świata. Tam wpisał się na listę strzelców w meczu o piąte miejsce z tunezyjskim Espérance Tunis (3:2), zaś jego zespół zajął wówczas właśnie piątą lokatę. W wiosennym sezonie Clausura 2012 zdobył z Monterrey tytuł wicemistrza kraju, a jeszcze w tym samym roku kolejny raz wygrał północnoamerykańską Ligę Mistrzów i wystąpił na Klubowych Mistrzostwach Świata; tym razem zajął tam z drużyną trzecie miejsce, a sam zdobył bramkę w półfinałowej konfrontacji z Chelsea (1:3). W 2013 roku po raz trzeci z rzędu triumfował z prowadzonym przez Vuceticha zespołem w Lidze Mistrzów CONCACAF. Ogółem barwy Monterrey reprezentował przez niemal pięć lat, będąc czołowym graczem najlepszej drużyny w historii klubu i jest uznawany za jednego z najbardziej zasłużonych piłkarzy w jego nowożytnej historii.
Latem 2013 De Nigris za sumę pięciu milionów dolarów przeszedł do zespołu Chivas de Guadalajara. Mimo sporych oczekiwań i regularnej gry w pierwszym składzie nie potrafił nawiązać do wcześniejszych osiągnięć i sporadycznie wpisywał się na listę strzelców. W sezonie Clausura 2015 dotarł z Chivas do finału krajowego pucharu – Copa MX, a bezpośrednio po tym powrócił do CF Monterrey. W sezonie Clausura 2016 – jako rezerwowy dla Rogelio Funes Moriego – zdobył z nim swoje kolejne wicemistrzostwo Meksyku.

## Kariera reprezentacyjna
W 2003 roku De Nigris został powołany przez szkoleniowca Eduardo Rergisa do reprezentacji Meksyku U-20 na Mistrzostwa Świata U-20 w ZEA. Pełnił wówczas rolę podstawowego napastnika swojej drużyny i wystąpił we wszystkich trzech możliwych spotkaniach w wyjściowym składzie, współtworząc ofensywny duet z Mario Ortizem. Zdobył także gola w konfrontacji z WKS (1:2), zaś jego kadra zanotowała wówczas bilans remisu i dwóch porażek, zajmując ostatnie, czwarte miejsce w grupie, przez co odpadła wówczas z turnieju i nie zakwalifikowała się do fazy pucharowej.
W seniorskiej reprezentacji Meksyku De Nigris zadebiutował za kadencji selekcjonera Javiera Aguirre, 24 lutego 2010 w wygranym 5:0 meczu towarzyskim z Boliwią. Premierowego gola w kadrze narodowej strzelił natomiast 29 marca 2011 w zremisowanym 1:1 sparingu z Wenezuelą. W tym samym roku został powołany przez José Manuela de la Torre na Złoty Puchar CONCACAF, podczas którego rozegrał pięć z sześciu możliwych meczów (we wszystkich w roli rezerwowego), strzelając jednak aż cztery bramki – w fazie grupowej z Salwadorem (5:0) i Kubą (5:0), w ćwierćfinale z Gwatemalą (2:1) oraz półfinale z Hondurasem (2:0). Dzięki temu został wicekrólem strzelców turnieju, ustępując jedynie swojemu koledze z reprezentacji Javierowi Hernándezowi, zaś jego drużyna triumfowała ostatecznie w tych rozgrywkach po finałowym zwycięstwie nad USA (4:2). W późniejszym czasie występował również w udanych dla jego kadry eliminacjach do Mistrzostw Świata 2014, kiedy to zanotował pięć spotkań i zdobył gola w meczu z Jamajką (1:0).
W 2013 roku De Nigris znalazł się w ogłoszonym przez De la Torre składzie na Puchar Konfederacji, gdzie pełnił jednak wyłącznie rolę alternatywy dla Javiera Hernándeza i ani razu nie pojawił się na boisku. Meksykanie zanotowali natomiast zwycięstwo i dwie porażki w trzech spotkaniach i odpadli z rozgrywek już w fazie grupowej.

## Statystyki kariery

### Klubowe
| UANL        | 2002–2003 | Meksyk | Liga MX | 19  | 3  | –  | –  | –              | –  | –  | 19  | 3   |
| UANL        | 2003–2004 | Meksyk | Liga MX | 12  | 0  | 3  | 1  | –              | –  | –  | 15  | 1   |
| UANL        | 2004–2005 | Meksyk | Liga MX | 6   | 3  | –  | –  | CL             | 5  | 3  | 11  | 6   |
| UANL        | 2005–2006 | Meksyk | Liga MX | 27  | 2  | 4  | 4  | CL             | 5  | 2  | 36  | 8   |
| UANL        | 2006–2007 | Meksyk | Liga MX | 22  | 1  | 3  | 1  | –              | –  | –  | 25  | 2   |
| Veracruz    | 2007–2008 | Meksyk | Liga MX | 28  | 7  | –  | –  | –              | –  | –  | 28  | 7   |
| Necaxa      | 2008–2009 | Meksyk | Liga MX | 8   | 0  | –  | –  | –              | –  | –  | 8   | 0   |
| Monterrey   | 2008–2009 | Meksyk | Liga MX | 17  | 5  | –  | –  | –              | –  | –  | 17  | 5   |
| Monterrey   | 2009–2010 | Meksyk | Liga MX | 31  | 14 | 2  | 0  | CL             | 1  | 0  | 34  | 14  |
| Monterrey   | 2010–2011 | Meksyk | Liga MX | 33  | 11 | –  | –  | LMC            | 10 | 5  | 43  | 16  |
| Monterrey   | 2011–2012 | Meksyk | Liga MX | 24  | 11 | –  | –  | LMC + KMŚ      | 12 | 5  | 36  | 16  |
| Monterrey   | 2012–2013 | Meksyk | Liga MX | 36  | 12 | –  | –  | LMC + KMŚ      | 9  | 6  | 45  | 18  |
| Guadalajara | 2013–2014 | Meksyk | Liga MX | 26  | 4  | –  | –  | –              | –  | –  | 26  | 4   |
| Guadalajara | 2014–2015 | Meksyk | Liga MX | 26  | 3  | 9  | 5  | –              | –  | –  | 35  | 8   |
| Monterrey   | 2015–2016 | Meksyk | Liga MX | 23  | 4  | 10 | 6  | –              | –  | –  | 33  | 10  |
| Monterrey   | 2016–2017 | Meksyk | Liga MX | 0   | 0  | –  | –  | LMC            | 0  | 0  | 0   | 0   |
| Ogółem      | Ogółem    | Ogółem | Ogółem  | 338 | 80 | 31 | 17 | CL + LMC + KMŚ | 42 | 21 | 411 | 118 |

Legenda:
- CL – Copa Libertadores
- LMC – Liga Mistrzów CONCACAF
- KMŚ – Klubowe Mistrzostwa Świata

### Reprezentacyjne
| Meksyk | Meksyk | 2010   | 2  | 0 | – | – | –  | – | – | 2  | 0 |
| Meksyk | Meksyk | 2011   | 7  | 2 | – | – | ZP | 5 | 4 | 12 | 6 |
| Meksyk | Meksyk | 2012   | 4  | 2 | 2 | 0 | –  | – | – | 6  | 2 |
| Meksyk | Meksyk | 2013   | 3  | 0 | 4 | 1 | –  | – | – | 7  | 1 |
| Meksyk | Meksyk | 2014   | 1  | 0 | – | – | –  | – | – | 1  | 0 |
| Ogółem | Ogółem | Ogółem | 17 | 4 | 6 | 1 | ZP | 5 | 4 | 28 | 9 |

Legenda:
- ZP – Złoty Puchar CONCACAF